# Manakin olive
Xenopipo uniformis
Espèce
Statut de conservation UICN

 LC  : Préoccupation mineure
Le Manakin olive (Xenopipo uniformis) est une espèce de passereaux de la famille des Pipridae.